# صاروخ رضوان الباليستي

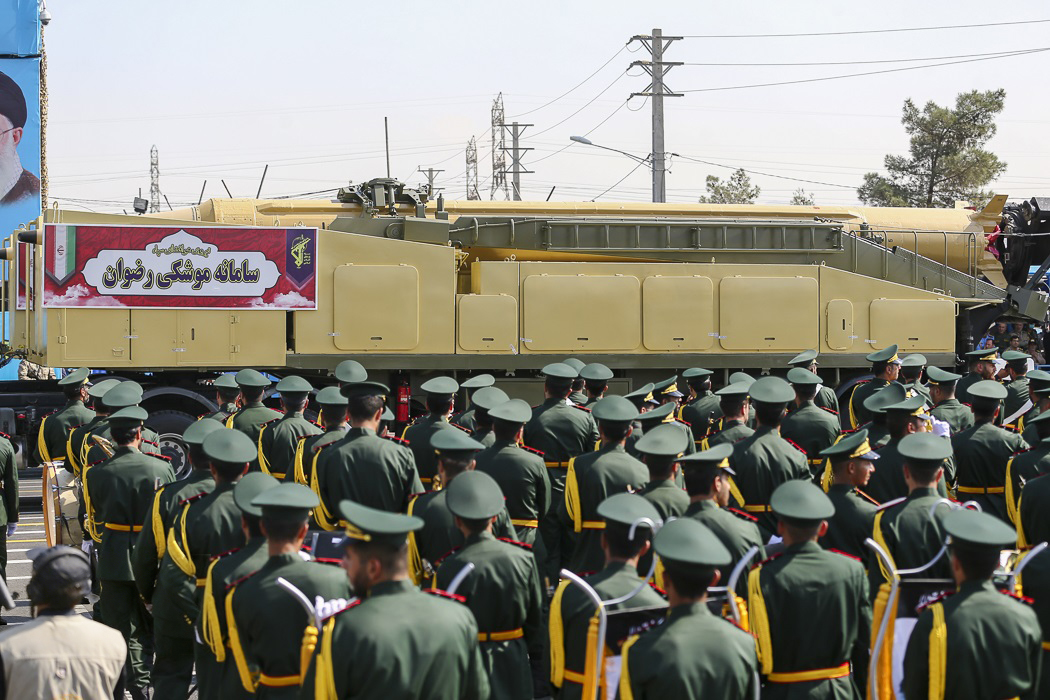
صاروخ رضوان الباليستي والبالغ مداه 1400 كيلومتر خلال عرضه بأسبوع الدفاع المقدس في العاصمة الإيرانية طهران

صاروخ رضوان الباليستي: (بالإنجليزية: Rezvan) هو صاروخ باليستي أرض - أرض متوسط المدى إيراني الصنع ذو مرحلة واحدة يعمل بالوقود السائل، وله رأس حربي قابل للفصل وبمدى عملياتي يبلغ 1400 كيلومتر (870 ميل). وقد تم الإعلان الرسمي عنه عام 2022م. إن هذا الصاروخ يصنف ضمن الصواريخ الإستراتيجية التي تمتلكها طهران، ويستطيع دخول الغلاف الجوي للأرض بسرعة ثمانية أضعاف سرعة الصوت. وتم تصميم هذا النظام الصاروخي الإيراني بالكامل من الفكرة إلى الإنتاج من قبل العلماء في القوات الجوية التابعة للحرس الثوري الإيراني. يُذكَر أن جمهورية إيران تمتلك بالفعل واحدة من أكبر ترسانات الصواريخ الباليستية في منطقة الشرق الأوسط، إن لم تكن هي الأكبر بالفعل. وتمكنت إيران من تطوير قدرتها على إطلاق الأقمار الصناعية لتكون واحدة من بين دولتين، الثانية هي إسرائيل، في منطقة الشرق الأوسط التي تملك هذه القدرات المتطورة. ويتراوح نظام جمهورية إيران الصاروخي بين أنواع متفاوتة المدى تتراوح ما بين 45 كيلومتراً إلى 10 آلاف كيلومتر. كما ويضم صواريخ باليستية، ومجنحة بعيدة المدى، إضافةً إلى صواريخ خارقة للدروع يمكن إستخدامها ضد أهداف بحرية. وبهذا تقع القارة الأوروبية وسواحل ألاسكا وأجزاء من آسيا في مرمى الصواريخ الإيرانية.

## الإعلان الرسمي
أعلنت جمهورية إيران عن صاروخ باليستي جديد في 22 أيلول/ سبتمبر 2022م. فقد كشفت القوات الجوية في الحرس الثوري الإيراني، للمرة الأولى عن صاروخ (رضوان) الباليستي الذي يعمل بالوقود السائل خلال العرض العسكري الذي أقيم بمناسبة أسبوع الدفاع المقدس (ذكرى الحرب العراقية الإيرانية) بالعاصمة الإيرانية طهران، بالإضافة إلى صاروخ خيبر شكن والذي يعني بالعربية (كاسر خيبر). كذلك، أعلن الحرس الثوري الإيراني عن صواريخ جديدة للدفاع الجوي، معلناً رفع مدى صواريخ منظومة "سوم خرداد" للدفاع الجوي إلى 200 كيلومتر، فيما كان يبلغ مدى صواريخها سابقاً 105 كيلومترات. وعلى غرار السنوات الماضية، عرضت طهران جانباً من قدراتها العسكرية، لعل الأبرز بينها كانت منظومة باور 373 للدفاع الجوي، باعتبارها المنظومة المحلية الأولى القادرة على تحديد 300 هدف والاشتباك مع 60 منها بشكل متزامن.

## خصائص الصاروخ
من الميزات التي يتمتع بها صاروخ رضوان الباليستي هو أنه صاروخ نقطوي، وهو مصنف كواحد من الصواريخ الإيرانية متوسطة المدى، والبالغ مداه 1400 كيلومتر. بالإضافة إلى إنه بالإمكان إطلاقه من مجموعة متنوعة من المنصات الثابتة والمتحركة. ونقلت وكالة أنباء الجمهورية الإسلامية الإيرانية عن قائد الحرس الثوري الإيراني اللواء حسين سلامي قوله "إنه صاروخ باليستي دقيق".

## ردود أفعال
إيران
التلفزيون الإيراني:
كشف التلفزيون الإيراني عن صاروخ باليستي جديد متوسط المدى خلال عرض عسكري في العاصمة الإيرانية طهران، وذلك بمناسبة ذكرى الحرب العراقية الإيرانية. وقالت المحطة التي بثت صوراً للصاروخ المركب على عربة عسكرية، "أن صاروخ رضوان الباليستي الذي يعمل بالوقود السائل يبلغ مدى عملياته 1400 كيلومتر (870 ميل)".
القائد العام للحرس الثوري الإيراني:
قال القائد العام للحرس الثوري اللواء حسين سلامي إن "صاروخ رضوان مصنف كواحد من صواريخنا متوسطة المدى، ويدخل الغلاف الجوي للأرض بسرعة ثمانية أضعاف سرعة الصوت"، مشدداً على "أننا في طليعة التكنولوجيا في مجال الطائرات المسيرة".